# 臺南水仙宮
臺南水仙宮，正式名稱臺郡三郊水仙宮，位於臺南市中西區，是中華民國直轄市定古蹟，也是昔日臺灣府城七寺八廟之一。建成年代最早的說法為依陳文達《臺灣縣志》為大清康熙二十二年（1683年）之後由鄉人同建；或者依大正十六年重修水仙宮碑記載建於清康熙癸未四十二年（1703年）；最普遍的說法是蔣允焄所撰碑記所載該廟建於康熙五十四年（1715年），同時王必昌《重修臺灣縣志》與謝金鑾《續修臺灣縣志》皆作建於康熙五十四年。
廟內主祀水仙尊王，即「一帝兩王二大夫」的大夏聖帝—大禹、白盟尊王—寒奡、西楚尊王—項羽、忠烈尊王—屈原和伍盟尊王—伍子胥。過去尚有後殿，奉祀觀音佛祖、釋迦牟尼佛、三官大帝、韋馱菩薩、司命灶君和福德正神，二戰時後殿拆毀後部分神像不知所終。該廟所在之地過去是臺灣府城西定坊五條港之一的南勢港，是三郊的總部所在地，曾於宮北側設三益堂處理三郊事務，該廟亦由當地商人合資興建。

## 沿革

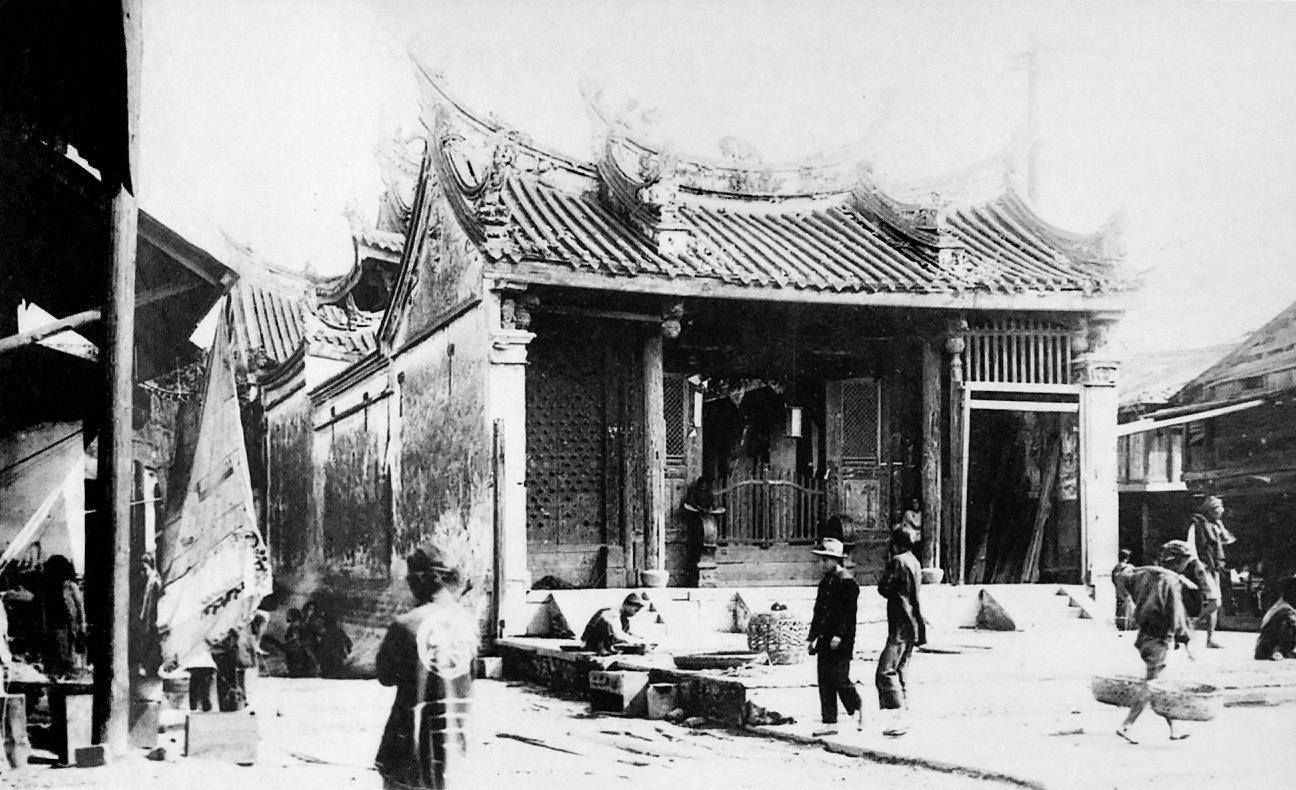
日治時期的水仙宮

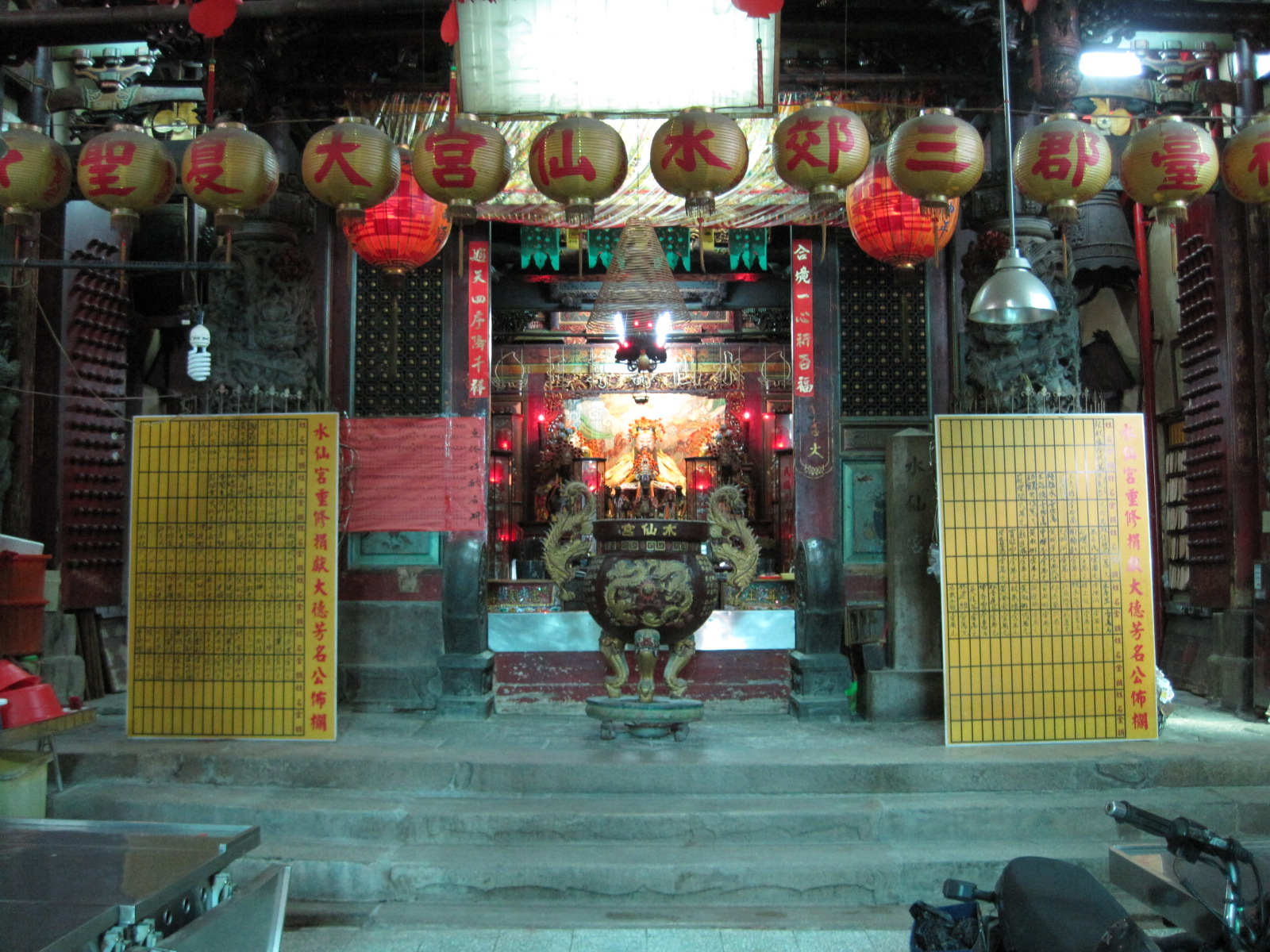
整修前的臺南水仙宮（2010年）

### 創建
該廟的前身最初是在清康熙二十三年（1684年）時由該地商人集資創建供奉水仙王之廟，當時只是間茅頂竹柱篾壁的質樸廟宇。到了康熙四十年（1701年），才改建為磚壁瓦頂。而四年後，臺灣縣知縣王仕俊將一間大店與四間小店的租金做為該廟香火來源。後來於康熙五十四年（1715年），原任臺灣水師左營遊擊的卓爾壇號召泉漳商旅集資重建，並聘請潮州工匠前來主持建築工作，耗費四年方完工。依王禮台灣縣志所記載「水仙宮，開闢後，鄉人同建；卑隘淺狹。康熙五十七年，斂金改建。雕花縷木，華麗甲於諸廟。」完工後，臺灣府知府王珍捐獻了「著靈鰲柱」匾給該廟。

### 清朝時期發展
到了乾隆六年（1741年），臺廈商旅陳逢春等人重修廟宇，並填平廟前的南勢港道以為廟埕，又購置店鋪以供香火、立碑於廟前埕覺津寺、建造後殿及獻「萬水朝宗」匾。而乾隆二十八年（1763年），北郊商人蘇萬利等人集資修廟，為郊商參與廟宇維修之始。次年，由於水仙宮廟前小港淤塞，被附近居民侵占，於是當時的臺灣府知府蔣允焄下令拆除違建並增廣廟埕，事後立「水仙宮清界勒石記」石碑在廟中三川門內。之後在嘉慶元年（1796年），三郊大修水仙宮，並改廟北十三間店鋪為「三益堂」，為總理三郊事務之辦公室；同年原奉祀在後殿的福德正神移到佛頭港景福祠合祀。之後道光十三年（1833年）、光緒三年（1877年）時，亦有整修。

### 三郊沒落與二戰損毀
進入日治時期後，由於三郊資助過劉永福抗日，以及與中國大陸內地間的貿易之中斷，導致三郊商號被查抄或倒閉，連帶影響到為三郊所管理的水仙宮。日本大正五年（1916年）時曾進行整修，但在昭和十六年（1941年）時，臺南州知事一番瀨佳雄（一番ヶ瀨佳雄）宣布解散原三郊與洋行買辦合組的「台南三郊組合」，併入「台南商工會議所」，並拍賣包含水仙宮在內的三郊產業，不過水仙宮與大天后宮因為總督府官員宮本延人及其他官員介入而暫緩處理。
在第二次世界大戰時，水仙宮被盟軍轟炸，導致正殿、後殿毀損。後來兩殿成為疎開空地開闢防空洞，而水仙宮只剩下三川殿。而據傳原祀奉於正殿內的五尊水仙尊王鎮殿金身，在水仙宮正殿拆除後，被移往同屬三郊管理之祀典大天后宮寄祀。:289-331

### 民國時期發展與修復
民國四十三年（1954年），由郭炳輝發起在僅剩的三川門殿及部分中庭重建水仙宮，僅剩一進。之後又於民國七十四年（1985年）整修，約三年後完工，並於七十九年（1990年）為此建醮。
民國一百零四年（2015年）重修，神像移奉至旁邊水仙里活動中心；於民國一百零七年（2018年）一月正式完工，並於民國一百零九年(2020年)十一月二十日舉行庚子年五朝慶成祈安建醮大典。「直轄市定古蹟臺南水仙宮修復工程」由水仙宮管理委員會、石昭永建築師事務所及慶洋營造有限公司合作完成，修復經費總計2,100萬元（含監造及施工紀錄），其中文化部補助6成（1,260萬元），台南市補助3成（630萬元），廟方自籌1成（210萬元）。

## 建築與文物

水仙宮南側山牆(拆除前)
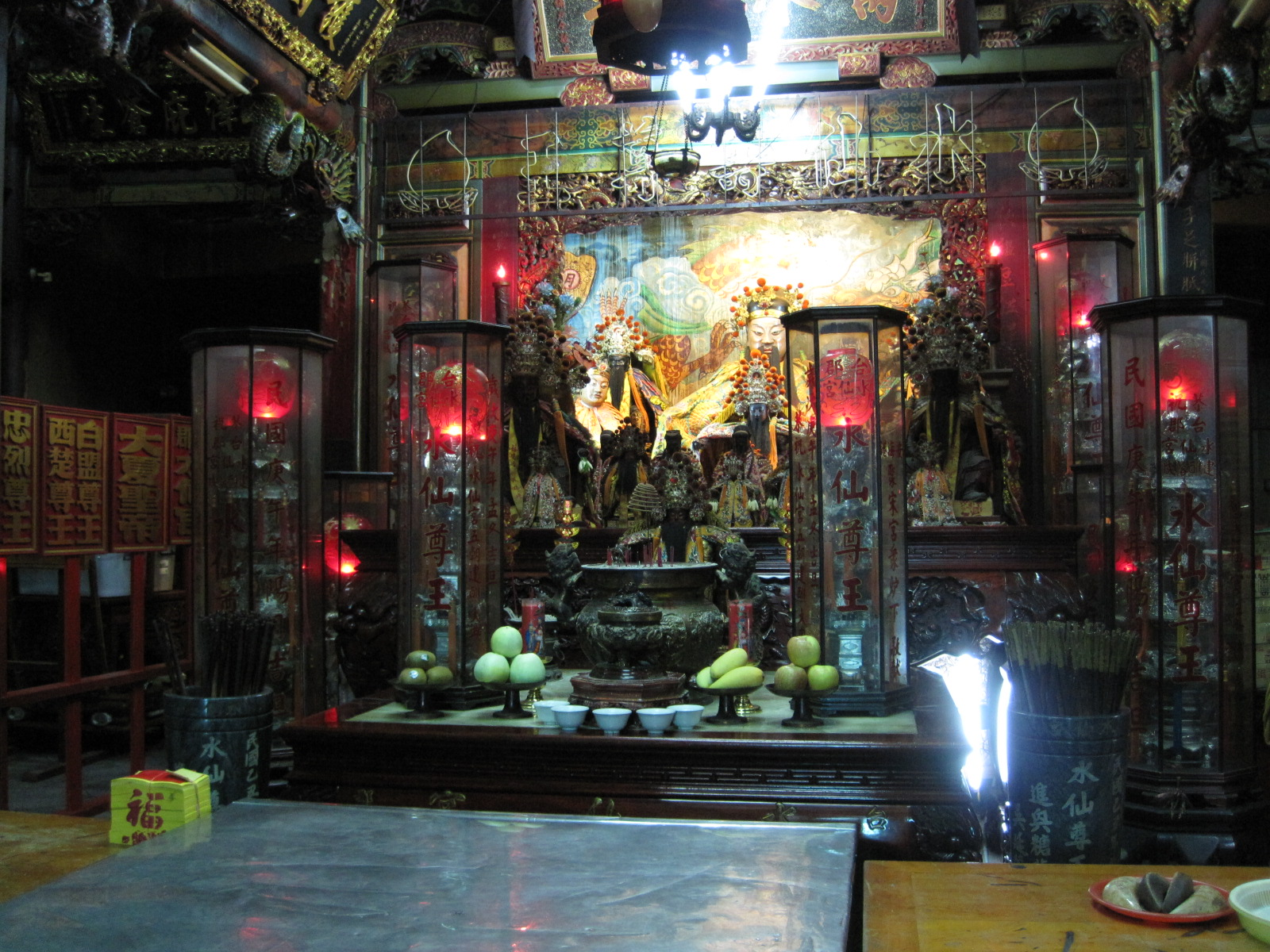
2010年修復前的水仙宮內景
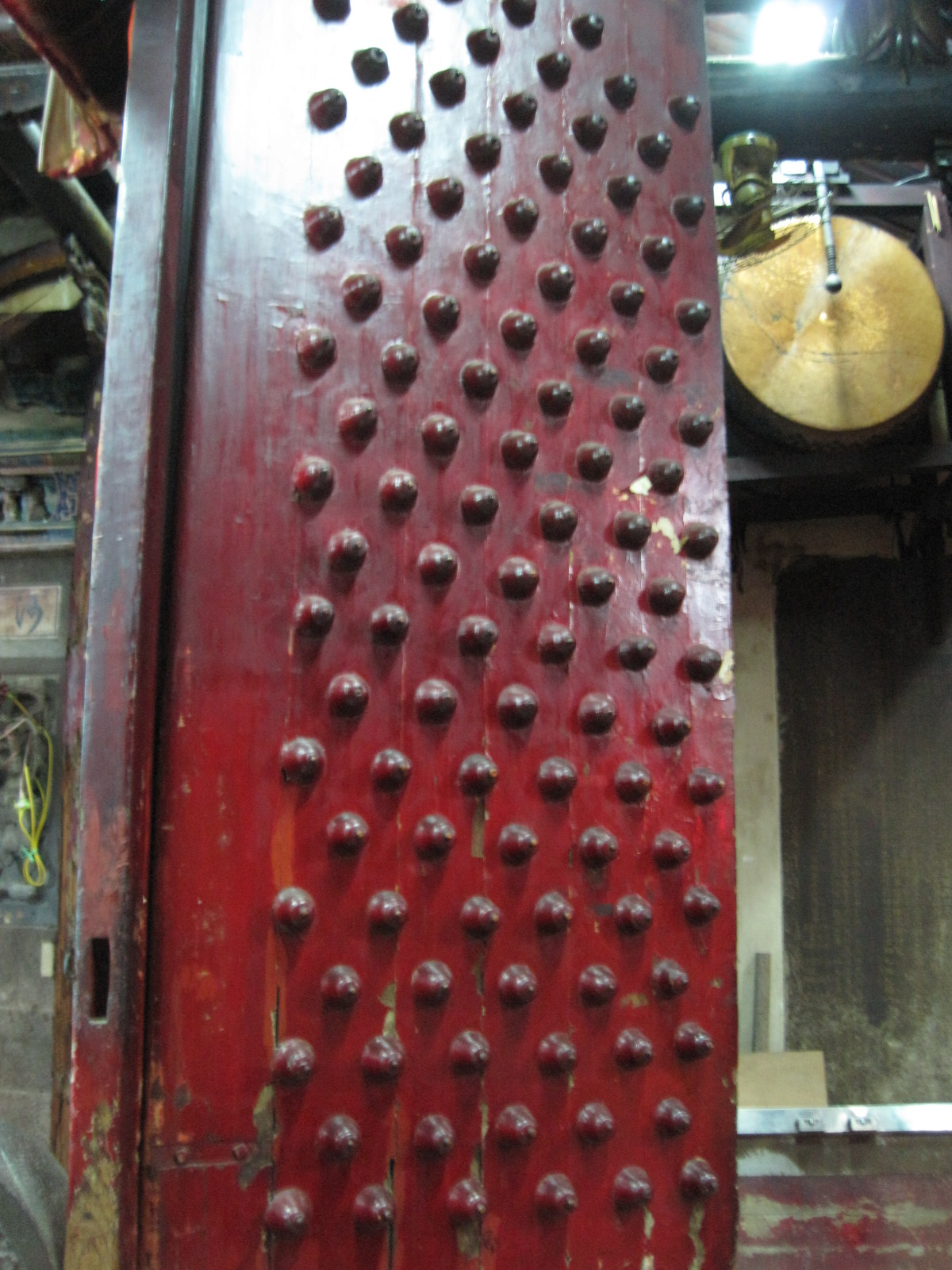
水仙宮廟門
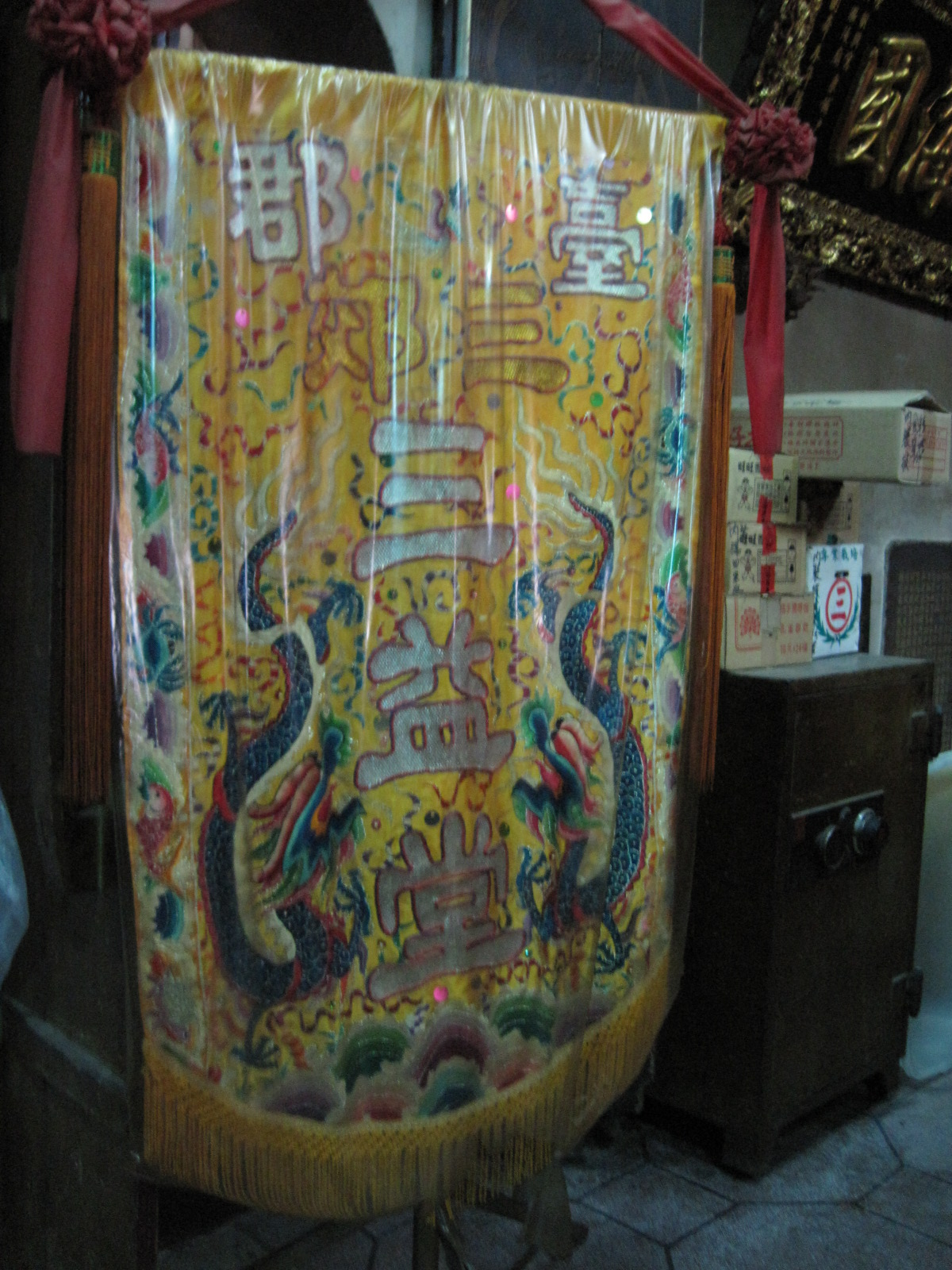
臺南水仙宮的出巡用旗，其上仍寫著「臺郡三郊三益堂」的名號。

### 布局環境
水仙宮原有硬山三開間三川殿、天井連同左右過水廊、類似大天后宮的重檐歇山拜殿緊靠硬山正殿和後殿，兩側山牆外側有剪刀型壁鎖，三川殿比例高聳且不設龍柱，可能安有木柵門。今天的水仙宮只剩下原本的三川殿一進所改建成單殿式的廟宇，已不復二戰前時的恢弘模樣。廟宇的周圍和廟埕為水仙宮市場。

### 建築結構
水仙宮坐東朝西，廟宇建築整體為縱長形，寬10.02公尺、深12.1公尺，整個建築面積為121.2平方公尺，包含正殿以及前方相連的拜亭兼三川門的空間。正立面三開間、開三門，左右對稱配置，正殿前檐廊兩側山牆各有一門分通左右，後面神龕兩側間各開一圓拱門通往後方。地坪由廟埕往後逐步抬高，正殿地坪較三川殿高出20公分。三川門全部進深共7架，採三川殿常用的減柱法，屋頂採雙坡水硬山單檐翹脊式屋頂；正殿進深共9架，使用減柱造呈三通四瓜較為罕見，神龕設在後點金柱之間，屋頂同採雙坡水硬山單檐翹脊式屋頂。正殿屋脊則較三川殿高10公分，由水泥製的水槽樑連接兩個屋面，拜殿紅色山牆上尚留有S型和剪刀型的壁鎖。木構保有部分泉州風格，石雕部分保留早期建築構件，中門前的一對抱鼓石，離鋆樸實。
另外由於廟中供奉主神大禹神格較高的關係，所以廟門上不繪門神，而以門釘裝飾，每扇門108顆。

### 古物
廟內仍留有了一些古物，如蔣允焄所立「水仙宮清界勒石記」石碑、嘉慶元年「海口示禁碑記」、大正六年時的「重修水仙宮碑記」、水仙宮三益堂三郊旗和執事牌；部分木雕構建保存於國立成功大學歷史系文物館。
清朝舊匾額12塊皆毀於二戰不存，有正殿的「川靈配嶽」、「著靈鰲柱」（王珍）、「萬里波澄」（藍廷珍）三塊；佛祖廳的「慈照東瀛」、「慈航博濟」、「瀛東寶筏」三塊；三郊捐獻「三益堂」、「金障金湯」、「衛國抒誠」、「玢榆同保」、「鼎萃堂」、「卜杜義聲」六塊。現存最古為民國甲午年(1954)所立的「萬水朝宗」。

## 水仙宮交誼境
祀典大天后宮、鹿耳門天后宮、三郊營仔脚朝興宮溫陵廟、外關帝港厲王宮、安海港聚宋宮、佛頭港崇福宮、佛頭港聚福宮、佛頭港景福祠、四聯境普濟殿、四聯境金安宮、全臺首邑縣城隍廟、下大道良皇宮、三協境全臺開基藥王廟、三協境下南河南沙宮開基包公廟、南勢街西羅殿、嘉邑大天宮、新寮鎮安宮

## 其他
- 臺南俗諺「上帝廟坅墘，水仙宮簷前」，指位於鷲嶺之上的大上帝廟（中和境鷲嶺北極殿）因地勢較高，其廟埁約相當於位於五條港地勢較低的水仙宮的屋簷。
- 過去在水仙宮前立有兩根旗杆，用來指揮三郊與五條港區自組的義民團抵禦外敵。然而據說右邊的旗杆沖到了對面藥王廟的藥王大帝，以致神像的眼睛受傷未癒。
- 水仙宮相關詩文：
陳肇興〈赤嵌竹枝詞，十五首之六〉：東溟西嶼海潮通，萬斛泉源一葉風。日暮數聲欸乃起，水船都泊水仙宮。
陳肇興〈赤嵌竹枝詞，十五首之九〉：水仙宮外是儂家，來往估船慣吃茶。笑指郎身似錢樹，好風吹到便開花。
馬清樞〈臺陽雜興，三十首之二十五〉：水仙宮外盡成途，滄海揚塵信不誣。短短牆堆紅靺鞨，家家籬繞綠珊瑚。村娃小戲渺綿氏，番客歡呼打喇酥。挈榼乘涼何處好，藕花香徹北香湖 。
丘逢甲 ⟨台灣竹枝詞 其二十五⟩：水仙宮外水通潮，潮去潮來暮又朝。 幾陣好風吹得到，碧桃花下聽吹簫。[4]

## 相關
- 北勢街（神農街）
- 澎湖水仙宮
- 笨港水仙宮

## 外部連結
- 臺南水仙宮的Facebook專頁
- 文化部文化資產局——臺南水仙宮 （页面存档备份，存于）